# 로제 고드망
로제 고드망(프랑스어: Roger Godement, IPA: [ʁɔʒe ɡɔdmɑ̃], 1921년 10월 1일 ~ 2016년 7월 21일)은 프랑스의 수학자이다.

## 생애
1921년 10월 1일 프랑스 르아브르에서 태어났다. 1940년에 에콜 노르말 쉬페리외르에 입학하여, 앙리 카르탕 밑에서 연구하였다.
1950년대에 니콜라 부르바키에 참여하였고, 층 이론의 시초를 이룬 앙리 카르탕 세미나(프랑스어: Séminaire Henri Cartan)에도 참여하였다.
층 이론, 리 군론, 추상대수학, 해석학에 대한 교재를 저술하였다.

## 저서 및 논문
- Godement, Roger (1952). “A theory of spherical functions. I”. 《Transactions of the American Mathematical Society》 73 (3): 496–556. doi:10.2307/1990805. JSTOR 1990805. MR 0052444.
- Topologie algébrique et théorie des faisceaux. Hermann 1958, 1960.
- Cours d´algèbre. Hermann 1963, 1966.
- Algebra. Hermann 1968.
- Godement, R. (1970), 《Notes on Jacquet–Langlands' theory》, Institute for Advanced Study
- Godement, Roger; Jacquet, Hervé (1972). 《Zeta functions of simple algebras》. Lecture Notes in Mathematics 260. Berlin-New York: Springer-Verlag. MR 0342495.
- Analyse mathématique. 4 vols., Springer-Verlag 1998–2001.